# Atelomycterus marnkalha
Atelomycterus marnkalha är en hajart som beskrevs av Jacobsen och Bennett 2007. Atelomycterus marnkalha ingår i släktet Atelomycterus och familjen rödhajar. IUCN kategoriserar arten globalt som otillräckligt studerad. Inga underarter finns listade.